# Acolutha interposita
Acolutha interposita är en fjärilsart som beskrevs av Louis Beethoven Prout 1935. Acolutha interposita ingår i släktet Acolutha och familjen mätare. Inga underarter finns listade i Catalogue of Life.